# Kosmos 347
O Kosmos 347 (em russo: Космос 347) também denominado DS-P1-Yu Nº 33, foi um satélite artificial soviético lançado ao espaço com sucesso no dia 12 de junho de 1970 através de um foguete Kosmos-2I a partir de Kapustin Yar.

## Características
O Kosmos 347 foi o trigésimo terceiro membro da série de satélites DS-P1-Yu e o trigésimo lançado com sucesso após o fracasso dos lançamentos do segundo, do vigésimo terceiro e do trigésimo segundo membros da série. Sua missão era auxiliar sistemas antissatélites e antimíssil soviéticos.
O Kosmos 347 foi injetado em uma órbita inicial de 2073 km de apogeu e 223 km de perigeu, com uma inclinação orbital de 48,4 graus e um período de 89,8 minutos. Reentrou na atmosfera terrestre em 7 de novembro de 1971.